# Provincia de Nangarjar
La provincia de Nangarhar es una de las 34 provincias de Afganistán, y cuenta con 22 distritos. Se encuentra en el este del país, haciendo frontera con Pakistán. Su capital es Jalalabad. 
En esta provincia viven más de 1.436.000 habitantes (es la tercera provincia en número de habitantes), es muy escarpada y una de las zonas donde se sospechaba que pudo esconderse Osama bin Laden.

En las afueras de la ciudad de Jalalabad se encuentra la Universidad de Nangarhar, es la segunda universidad del país, y una de las más renombradas.
Esta región cuenta con grandes y fértiles valles adecuados para la cría de ganado. Se cultivan olivos, cerezos, manzanos, perales, patata, tomate, cebolla y además se cultiva aproximadamente el 75% de la adormidera (Papaver somniferum) del país: unas 1600 Tm de opio (equivalente al 60% del consumo europeo)

## Política
Al igual que el resto del país, la provincia está dirigida por un Gobernador provincial, (Gul Aghza Sherzai a agosto de 2012[actualizar]) y un gobernador para cada uno de sus distritos. Desde 2001 y después de la huida de los talibán, éstos están regresando poco a poco a la provincia. Más recientemente, el Estado Islámico los está desplazando.

## Distritos y Población
| Distrito      | Mujeres | Hombres | Totales   |
| ------------- | ------- | ------- | --------- |
| Jalalabad     | 100.200 | 106.300 | 206.500   |
| Behsud        | 54.400  | 56.100  | 110.500   |
| Surkh Rud     | 56.800  | 60.300  | 117.100   |
| Chaparhar     | 28.800  | 29.800  | 58.600    |
| Kama          | 36.400  | 38.300  | 74.700    |
| Kuzkunar      | 25.900  | 27.500  | 53.400    |
| Rodat         | 32.700  | 34.500  | 67.200    |
| Khugyani      | 61.700  | 65.100  | 126.800   |
| Bati Kot      | 36.100  | 37.500  | 73.600    |
| Deh Bala      | 19.100  | 20.100  | 39.200    |
| Pachir Waagam | 20.100  | 21.300  | 41.400    |
| Darah-e-Noor  | 19.200  | 20.000  | 39.200    |
| Kot           | 25.000  | 25.600  | 50.600    |
| Goshta        | 13.000  | 13.500  | 26.500    |
| Achin         | 47.900  | 49.600  | 97.500    |
| Shinwar       | 28.600  | 29.700  | 58.300    |
| Muhmand Dara  | 21.300  | 22.400  | 43.700    |
| Lalpoor       | 9.700   | 10.200  | 19.900    |
| Sher Zad      | 31.600  | 32.800  | 64.400    |
| Nazyan        | 6.900   | 7.400   | 14.300    |
| Hesarak       | 14.600  | 15.300  | 29.900    |
| Dur Baba      | 11.000  | 11.700  | 22.700    |
| Total         | 701.000 | 735.000 | 1.436.000 |